# فكتور بارنا
فكتور بارنا (بالمجرية: Barna Viktor)‏ هو لاعب تنس الطاولة وكاتب مجري، ولد في 24 أغسطس 1911 في بودابست في المجر، وتوفي في 28 فبراير 1972 في ليما في بيرو.